# Power.org
Power.org was een organisatie die de Power-architectuur ontwikkelde en promootte door middel van open standaarden, richtlijnen, best practices en certificeringen.

## Geschiedenis
Power.org werd in december 2004 opgericht door IBM en 15 andere bedrijven. Freescale (later opgekocht door NXP Semiconductors) trad in februari 2006 toe als ere-stichtend lid en kreeg een vergelijkbare status als IBM. Een jaar later kondigden beide aan dat ze ook nauw gingen samenwerken aan toekomstige halfgeleidertechnologieën. Power.org had meer dan 40 betalende leden gaande van bedrijven tot overheids- en onderwijsinstellingen.
In juli 2006 vestigde Power.org "Power Architecture" als merk, met de bedoeling om producten op basis van Power, PowerPC, PowerQUICC en Cell onder één gemeenschappelijke vlag te verenigen. In november van datzelfde jaar werd Power ISA v2.03 gepubliceerd, de uniforme instructieset voor Power Architecture-processors die 15 jaar ontwikkeling van POWER- en PowerPC-architecturen samenvoegt. Eveneens in november 2006 verscheen de Power Architecture Platform Reference (PAPR) die een nieuw open computerplatform definieert op basis van Power ISA-processors. In december 2008 werden de Common Debug API-specificatie en de ePAPR-specificatie vrijgegeven. Die laatste is een specificatie voor embedded systemen.
In 2013 werd Power.org opgeheven en vervangen door de OpenPOWER Foundation, die verantwoordelijk is voor het ontwikkelen en vrijgeven van open documentatie.

## Structuur
Power.org bestond uit een raad van bestuur die samengesteld was uit zowel stichtende als andere leden. Verschillende commissies en subcommissies bogen zich over de doelstellingen, projecten en verantwoordelijkheden van de organisatie. Leden hadden geen vetorecht in de besluitvormingsprocessen over wat de Power ISA definieerde, dit was de exclusieve verantwoordelijkheid van IBM en Freescale.
Power.org had een gelaagd lidmaatschapsmodel met vijf niveaus: oprichter, sponsor, deelnemer, medewerker en ontwikkelaar. Het ontwikkelaarslidmaatschap was gratis. Onder de leden bevonden zich onder meer:
- IBM (oprichter)
- Freescale (oprichter, later opgekocht door NXP)
- Cadence (oprichter)
- Synopsys (oprichter)
- Airbus
- AMCC
- Barcelona Supercomputing Center
- Broadcom
- Bull
- Chartered
- Curtiss-Wright
- Denali
- ENEA
- Ericsson
- Genesi
- Green Hills Software
- HCL Technologies
- Kyocera
- Lauterbach Datentechnik
- LynuxWorks
- Mentor Graphics
- Mercury Computer Systems
- National Instruments
- OKI
- P.A. Semi
- Rapport
- Sony
- Terra Soft
- Thales Group
- Tundra Semiconductor
- Universität Mannheim
- University of Tennessee, Knoxville
- Virage Logic
- Virtutech
- Wind River Systems